# Flaggörarna
Flaggörarna är en ö i Finland. Den ligger i Finska viken och i kommunen Lovisa i den ekonomiska regionen  Lovisa i landskapet Nyland, i den södra delen av landet. Ön ligger omkring 55 kilometer öster om Helsingfors.
Öns area är 1 hektar och dess största längd är 180 meter i sydväst-nordöstlig riktning.